# Yino
Les yinos sont des particules élémentaires hypothétiques, superpartenaires des bosons Y et donc des jauginos. Superpartenaires de bosons, ce seraient, selon les règles de la supersymétrie, des fermions de spin 1/2 et de masse non nulle. Ils n'ont pas encore été détectés.